# Basketballbold
En basketballbold er en kugleformet, luftfyldt bold, der bruges i basketball. Størrelsen af bolden kan gå fra reklame- og legetøjsbolde, der ikke har større diameter end en tennisbold, til særlige træningsbolde, der har lidt større omkreds end den officielle på maksimalt 760 mm.
Næsten alle basketballbolde har en indvendig gummiblære, som kan pustes op, og som er pakket ind i lag af fibre. Det nubrede yderlag består enten af vinyl, gummi, læder eller kunstlæder. Den klassiske basketballbold er lavet af læder, men i konkurrence bruger man i dag normalt en bold af syntetisk eller komposit læder.
De fleste bolde er opdelt i felter ved hjælp af riller, der danner et symmetrisk mønster (se illustration) og som farvemæssigt står i kontrast til resten af bolden. Officielle bolde har orange eller brune felter, men basketballbolde findes i mange forskellige farver.
Bolde af læder og kunstlæder er normalt lavet til indendørs brug, idet de fleste udendørs belægninger slider meget på den type bolde, mens gummibolde er mest egnede til udendørs brug. Nogle bolde er lavet af et syntetisk materiale, som gør dem egnede til både indendørs og udendørs brug, de er typisk mærket Indoor/Outdoor. Før man kan bruge en læder- eller kunstlæder-bold i kamp skal den være let brugt, da den fra ny normalt er meget glat i overfladen.
Da en basketballbold får en del stød, når man dribler eller skyder den mod kurven, skal den være holdbar. Samtidigt skal den være let at gribe og holde fat i.

## Boldstørrelser og krav ved turneringer
De officielle størrelser på basketballbolde er:
- Str. 5 (samme størrelse som seniorfodbolde) som anvendes af ungdomsspillere; piger indtil 13 år og drenge indtil 11 år.
- Str. 6 (724-737 mm i omkreds og 510-567 g), som anvendes af damespillere fra 13 år og opefter samt af herreungdomsspillere i alderen 11-13 år.
- Str. 7 (749-760 mm i omkreds og 567-650 g), som anvendes af herrespillere fra 13 år og opefter.

Der er forskellige krav til boldene alt efter, hvilket forbund, der arrangerer en turnering:
- I Danmark kan man bruge alle bolde, der lever op til FIBAs krav.
- Det internationale basketballforbund, FIBA, har sin egen officielle bold, som bruges til mesterskaber, som produceres af Molten.Men alle bolde, der er godkendt af FIBA, kan bruges i andre internationale sammenhænge.
- Den største europæiske klubturnering, Euroleague, anvender en Nike-bold.
- Den amerikanske professionelle liga, NBA, og den tilsvarende kvindeliga, WNBA, godkender begge kun én bold, hhv. den officielle NBA-bold og WNBA-bold, som begge produceres af Spalding.
- De amerikanske colleges' sportsorganisation, NCAA, har en række krav til boldene, men de skal ikke specifikt godkendes til turneringsbrug. NCAA har dog også en officiel bold: Wilson Solution fra Wilson.

## Historie
Da basketball blev opfundet i 1891 anvendte man en fodbold. Senere blev der konstrueret en speciel bold til basketball, men som datidens fodbolde var også den snørret sammen og var derfor svær at kontrollere.
I 1929 udtog G.L. Pierce patent på en bold, hvor man ved hjælp af striber kan følge rotationen – svarende til den moderne basketball.
I 1942 blev den første bold med svejsning af syningerne indført.
I starten af 1950'erne gjorde man bolden orange for at den skulle være lettere at følge – ikke mindst på sort-hvid tv.
I 1967-1976 anvendte American Basketball Association (ABA) – en liga som eksisterede parallelt med NBA – en speciel rød, hvid og blå bold. Denne farvekombination dukker stadig jævnligt op, idet den associeres dels med ABA og dels med det amerikanske flag.
Frem til 1990'erne var læder standardmaterialet for konkurrencebolde, men efterhånden er det normalet, at man bruger komposit læder, dvs. et materiale, hvor der indgår læderfibre i fremstillingen, men også andre ingredienser, det være sig organiske eller ikke-organiske, som man kan tilpasse efter behov.

## Forskellige basketballbolde
- Officiel NBA-bold fra Spalding.
- FIBAs officielle bolde 2004-2005 fra Molten.
- Nylon-bold fra Mikasa.
- Flerfarvet bold til udendørs brug fra Nike.